# Meerwijk (Haarlem)
Meerwijk is een wijk in de Noord-Hollandse stad Haarlem, in het stadsdeel Schalkwijk. De wijk had in 2017 zo’n 8.200 inwoners. 
De noordelijke grens van de wijk ligt bij de Aziëweg en loopt in het verlengde van deze weg tot aan de Ringvaart van de Haarlemmermeerpolder. In het oosten en zuiden vormt deze ringvaart de grens. In het westen loopt de grens langs de westelijke rand van de Meerwijkplas en volgt hier het Vlinderpad en Bramelpad. Hier gaat de grens de buurt in en volgt daar het Meerwijkpad en de Briandlaan. Dan volgt de grens de Europavaart net ten zuiden van het winkelcentrum. en bij de Europaweg loopt de grens richting het noorden naar de Aziëweg toe. In de wijk ligt het Winkelcentrum Schalkwijk, ook wel Schalkwijk Centrum geheten, dit is het winkelcentrum voor het gehele stadsdeel.

## Voorzieningen
In Meerwijk ligt een gezondheidscentrum met een huisartsenpraktijk en een apotheek. Begin 21ste eeuw is het project "Nieuw Meerwijk" gerealiseerd. Dit project rond het Leonardo Da Vinciplein behelst appartementen, een wijkwinkelcentrum en een brede school. In het wijkwinkelcentrum bevinden zich onder andere een Vomar, Kruidvat en een Primera. Onder dit wijkwinkelcentrum ligt een garage die deels gebruikt kan worden door bezoekers.
In het noorden van de wijk op de grens met de Boerhaavewijk ligt het Aziëpark.